# Pompeo de Mattos
Darci Pompeo de Mattos ComMM (Santo Augusto, 12 de julho de 1958) é um advogado, bancário e político brasileiro filiado ao Partido Democrático Trabalhista (PDT). Em 1979, com o início da reabertura democrática, foi um dos fundadores do PDT. Atualmente exerce seu sexto mandato de deputado federal pelo Rio Grande do Sul e também é o Vice-Presidente Nacional da Região Sul do partido. Pelo mesmo estado, também foi deputado estadual, prefeito e vereador de Santo Augusto.

## Biografia
Darci Pompeo de Mattos nasceu no distrito de Santo Augusto (pertencente a Três Passos) em 1958, filho de Carlinda Gomes de Mattos e João Pompeo de Mattos. Seu pai escolheu o nome de Darci em uma homenagem ao poeta e declamador Darcy Fagundes da Rádio Farroupilha. Aos 14 anos de idade foi contratado como estagiário pelo Banco do Brasil e em seguida, como concursado, ingressou na carreira administrativa da instituição. Inspirando-se em Getúlio Vargas e de Leonel Brizola, participava de grêmios estudantis e movimentos políticos da região. Em 1979, com o início da reabertura democrática, foi um dos fundadores do Partido Democrático Trabalhista (PDT). Formou-se em direito pela Universidade de Cruz Alta em 1982 e atuou na área criminal, patrocinando a defesa de juris. . 

## Carreira Política

### Vereador e Prefeito
Pompeo foi eleito vereador e prefeito de Santo Augusto de 1° de Janeiro de 1983 até 1° de Janeiro de 1987, pelo PDT.
Em 1986, foi candidato ao poder executivo de Santo Augusto, também pelo PDT, tendo como vice Izinildo Stival, sendo eleito prefeito com 3.317 votos.
Pompeo assumiu o cargo no dia 1° de Janeiro de 1987 e ficou no cargo até 1° de Janeiro de 1991.

### Deputado estadual
Em 1990 se elegeu deputado estadual, trabalhou na emancipação de diversos distritos gaúchos, que passaram a receber investimento do governo federal. Em 1994 foi reeleito para a Assembleia Legislativa sendo o mais votado do PDT.

### Deputado federal
Pompeo se elegeu deputado federal na eleição de 1998. Em 2002, foi admitido à Ordem do Mérito Militar no grau de Comendador especial pelo presidente Fernando Henrique Cardoso.
Após três mandatos no cargo, foi candidato a vice-governador do estado do Rio Grande do Sul na chapa de José Fogaça (PMDB) na eleição de 2010, não obtendo vitória. 
Na eleição de 2014, apoiando a candidatura não eleita de Vieira da Cunha (PDT) ao governo do estado, Pompeu voltou a disputar o cargo de deputado federal e foi eleito. Nesse quarto mandato, Pompeo cronologicamente votou contra às Medidas Provisórias 664 e 665 (de ajuste fiscal propostas por Dilma Rousseff) relativas à pensão por morte e ao seguro desemprego respectivamente; abstenção sobre o Impeachment de Dilma (PT); a favor da cassação de Eduardo Cunha (PMDB); contra desobrigar a Petrobras de participar de todos os blocos de exploração do pré-sal; contra a PEC do Teto de Gastos; contra a reforma do ensino médio; contra a Reforma Trabalhista;  contra a rejeição das denúncias contra Michel Temer (PMDB) e contra a MP da reforma do FIES.
Na eleição estadual de 2018, o PDT lançou Jairo Jorge ao governo do estado (sem êxito), enquanto Pompeo se reelegeu novamente. Nesse quinto mandato, Pompeo cronologicamente votou a favor da MP 867; contra a PEC da Reforma da Previdência e a favor de excluir os professores nas regras da mesma; a favor da MP da Liberdade Econômica; contra alteração no Fundo Eleitoral; contra o aumento do Fundo Partidário;  a favor do PL 3723 que regulamenta a prática de atiradores e caçadores; a favor do "Pacote Anti-crime" de Sergio Moro;  a favor de ajuda financeira aos estados durante a pandemia de COVID-19; contra o Contrato Verde e Amarelo; contra a MP 910 (conhecida como MP da Grilagem);  contra o congelamento do salário dos servidores; contra a anistia da dívida das igrejas; a favor da convocação de uma Convenção Interamericana contra o Racismo; duas vezes contra destinar verbas do novo FUNDEB para escolas ligadas às igrejas; contra a autonomia do Banco Central; a favor da manutenção da prisão do deputado bolsonarista Daniel Silveira (PSL/RJ); contra a validação da PEC da Imunidade Parlamentar; contra a PEC Emergencial (que trata do retorno do auxílio emergencial por mais três meses e com valor mais baixo); contra permitir que empresas possam comprar vacinas da COVID-19 sem doar ao SUS; contra classificar a educação como "serviço essencial" (possibilitando o retorno das aulas presenciais durante a pandemia); a favor da suspensão de despejos durante a pandemia e contra privatização da Eletrobras. Pompeo esteve ausente nas votações sobre criminalizar responsáveis por rompimento de barragens; cobrança de bagagem por companhias aéreas;
Até junho de 2021, Pompeo divergiu do governo Bolsonaro 60% das vezes nas votações da câmara.
| Ano  | Eleição                       | Cargo             | Partido | Coligação                  | Suplentes/Vice                                       | Votos                 | Resultado                                          |
| ---- | ----------------------------- | ----------------- | ------- | -------------------------- | ---------------------------------------------------- | --------------------- | -------------------------------------------------- |
| 1982 | Municipal de Santo Augusto    | Vereador          | PDT     | sem coligação              | Elmo Junges (PDT), Alcides Behling (PDT)             | 628                   | Eleito (a pessoa mais votada)                      |
| 1988 | Municipal de Santo Augusto    | Prefeito          | PDT     | sem coligação              | Izinildo Sfredo Stival (PDT)                         | 3.317                 | Eleito (entre 3 candidatos)                        |
| 1990 | Estadual do Rio Grande do Sul | Deputado estadual | PDT     | sem dados                  | Heron Oliveira (PDT), Ilário Bruno Pasin (PDT)       | 22.952                | Eleito (12ª pessoa mais votada, 3ª do partido)     |
| 1994 | Estadual do Rio Grande do Sul | Deputado estadual | PDT     | PDT / PP / PMN             | Kalil Sehbe (PDT), Vicente Bisogno (PDT)             | 36.107                | Reeleito (5ª pessoa mais votada, 1ª da coligação)  |
| 1998 | Estadual do Rio Grande do Sul | Deputado federal  | PDT     | PDT / PST / PMN            | Carlos Renan Kurtz (PDT), Milton Zuanazzi (PDT)      | 87.494 (2,05%)        | Eleito (8ª pessoa mais votada, 1ª da coligação)    |
| 2002 | Estadual do Rio Grande do Sul | Deputado federal  | PDT     | PDT / PAN                  | Airton Langaro Dipp (PDT), José Fortunati (PDT)      | 112.832 (2,07%)       | Reeleito (10ª pessoa mais votada, 1ª da coligação) |
| 2006 | Estadual do Rio Grande do Sul | Deputado federal  | PDT     | sem coligação proporcional | Diogenes Basegio (PDT), Flávio Zacher (PDT)          | 106.963 (1,94%)       | Reeleito (13ª pessoa mais votada, 1ª do partido)   |
| 2010 | Estadual do Rio Grande do Sul | Vice-governador   | PDT     | PDT / PMDB / PTN / PSDC    | Vice na chapa de José Fogaça (PMDB)                  | 1.554.836 (24,74%)    | Não eleito (2º lugar, turno único)                 |
| 2014 | Estadual do Rio Grande do Sul | Deputado federal  | PDT     | PDT / PSC / PV / PEN / DEM | Washington Cerqueira (PDT), Flávio Zacher (PDT)      | 91.849 (1,67%)        | Eleito (31ª pessoa mais votada, 4ª da coligação)   |
| 2018 | Estadual do Rio Grande do Sul | Deputado federal  | PDT     | PDT / PMB / PV             | Mano Changes (PV), Alceu Barbosa Velho (PDT)         | 80.427 (1,46%)        | Reeleito (26ª pessoa mais votada, 2ª da coligação) |
| 2022 | Estadual do Rio Grande do Sul | Deputado federal  | PDT     | sem coligação              | Juliana Brizola (PDT), Professor Paulo Burmann (PDT) | 100.113 votos (1,63%) | Reeleito (18ª pessoa mais votada, 1ª do partido)   |